# Messerschmitt Me P.1099
De Messerschmitt Me P.1099 is een project voor een jachtvliegtuig ontworpen door de Duitse vliegtuigontwerper Messerschmitt.

## Uitvoeringen

### Messerschmitt Me P.1099A
De gegevens voor dit project stammen uit januari 1944. Het was een project voor een jachtvliegtuig. Men maakte gebruik van de vleugels en de staartsectie van de Me 262A-2a. Er werd een nieuwe en grotere romp en nieuw landingsgestel ontwikkeld. De twee Junkers Jumo 004C straalmotoren waren onder de vleugels aangebracht. De bemanning bestond uit twee man. Op 22 maart 1944 werden er verschillende voorstellen voor Me P.1099A uitvoeringen aangeboden. Deze verschilde hoofdzakelijk in de soort bewapening.

### Messerschmitt Me P.1099B
Dit project stamt ook uit januari 1944 en was een verdere ontwikkeling van de Me 262. Het ontwerp maakte gebruik van de vleugels en de staartsectie van de Me 262A-2a. Het werd voorzien van een nieuwere, grotere romp en een nieuw landingsgestel. De motoren waren twee Junkers Jumo 004C straalmotoren. De bemanning, die uit twee of drie man kon bestaan, zat in de vernieuwde cockpit. De bewapening bestond uit twee 30 mm MK108 kanonnen, twee op afstand bediende 20 mm MG151/20 FPL kanonnen en twee FHL 151 geschutskoepels met twee 20 mm MG151/20 kanonnen.
Er werd ook een nachtjageruitvoering ontwikkeld. Deze kon worden voorzien van twee extra 30 mm MK108 kanonnen in Schrage Musik opstelling in de romp.
Vooroorlogse ontwerpen:
S 7 ·
S 8 ·
S 9 ·
S 10 ·
S 13 ·
S 14 ·
S 15 ·
S 16 ·
M 17 ·
M 18 ·
M 19 ·
M 20 ·
M 21 ·
M 22 ·
M 23 ·
M 24 ·
M 25 ·
M 26 ·
M 27 ·
M 28 ·
M 29 ·
M 30 ·
M 31 ·
M 33 ·
M 35 ·
M 36 · 
M 37
Ontwerpen 1933-1945:
Bf 108 · 
Bf 109 ·
Bf 109TL ·
Bf 109Z ·
Bf 110 ·
Bf 161 ·
Bf 162 ·
Me 163 · 
Me 209 ·
Me 210 ·
Me 261 ·
Me 262 · 
Me 263 ·
Me 264 · 
Me 265 · 
Me 290 · 
Me 309 ·
Me 309Z ·
Me 321 · 
Me 323 · 
Me 328 · 
Me 334 ·
Me 410 · 
Me 509 · 
Projecten tot 1945:
P.1051 ·
P.1062 ·
P.1065 ·
P.1070 ·
P.1073 ·
P.1092 ·
P.1095 ·
P.1099 ·
P.1100 ·
P.1101 ·
P.1102 ·
P.1103 ·
P.1104 ·
P.1106 ·
P.1107 ·
P.1108 ·
P.1109 ·
P.1110 ·
P.1111 ·
P.1112
Libelle ·
Schwalbe ·
Wespe ·
P.08.01 ·
Zerstörer Project II
Overig:
C-44